# Eva Renzi
Eva Renzi, född Evelyn Renziehausen 3 november 1944 i Berlin, död 16 augusti 2005 i samma stad, var en tysk skådespelerska.

## Roller i urval
- 1966 – Begravning i Berlin
- 1966 – Playgirl
- 1968 – Blodröd djungel
- 1970 – La morte risale a ieri sera
- 1970 – Ljudet från kristallfågeln
- 1971 – Tatort (TV-serie)
- 1991 – Skuggornas barn